# Großer Preis von Italien 1987
Der Große Preis von Italien 1987 (offiziell 58º Gran Premio d'Italia) fand am 6. September auf dem Autodromo Nazionale di Monza in Monza statt und war das elfte Rennen der Formel-1-Weltmeisterschaft 1987.

## Berichte

### Hintergrund
Das neue Team Coloni trat an diesem Wochenende erstmals zu einem Grand Prix an. Als Fahrer kam der Debütant Nicola Larini zum Einsatz. Für ihn war es, ebenso wie für das Team, das Heimrennen. Bei dem Rennen sollte außerdem das in Großbritannien ansässige Team Middlebridge-Trussardi debütieren, das einen Benetton B186 mit Megatron-Motor für Emanuele Pirro gemeldet hatte. Die Meldung wurde allerdings wegen Regelwidrigkeiten zurückgewiesen. Middlebridge trat letztlich nicht an.
Mit Franco Forini kam weiterer Rennfahrer zu seinem Formel-1-Debüt. Er pilotierte einen zweiten Osella, wodurch das Feld der Trainingsteilnehmer auf 28 anwuchs. Da weiterhin die zur damaligen Zeit übliche Starterfeldbegrenzung auf 26 Piloten galt, stand von vornherein fest, dass zwei Piloten an der Qualifikationshürde scheitern würden.
Infolge der Ankündigung von Honda, das Williams-Team ab der Saison 1988 nicht mehr mit Motoren auszustatten, kamen Gerüchte auf, dass man möglicherweise Nelson Piquet im Kampf um die Weltmeisterschaft gegen seinen Teamkollegen Nigel Mansell unterstütze, da Piquet durch seinen bereits feststehenden Wechsel zum Team Lotus weiterhin ein Honda-Fahrer bleiben würde. Der Motorenhersteller dementierte diese Behauptungen.
Im Fahrzeug des in der WM-Wertung führenden Brasilianers Piquet wurde an diesem Wochenende erstmals eine aktive Radaufhängung getestet. Mansell verzichtete darauf und bestritt den Grand Prix mit einem konventionell ausgestatteten Wagen.

### Training
Knapp vor seinem Teamkollegen sicherte sich Piquet die Pole-Position. Gerhard Berger und Ayrton Senna folgten in der zweiten Reihe vor dem noch amtierenden Weltmeister Alain Prost sowie Thierry Boutsen.
Forini konnte sich als 26. und somit Letzter qualifizieren. Der zweite Neuling Larini hingegen musste ebenso wie Pascal Fabre auf die Teilnahme am Rennen verzichten.

### Rennen
Mansell ging zunächst durch einen guten Start in Führung, musste diese Position allerdings aufgrund eines Schaltfehlers noch vor der ersten Kurve seinem Teamkollegen überlassen. Berger folgte vor Boutsen, Prost und Senna. Im Zuge eines Überholversuchs kollidierte Berger in der zweiten Runde mit Mansell. Die beiden fielen dadurch auf die Plätze drei und vier hinter Boutsen zurück.
In der 17. Runde gelang es Mansell, an Berger vorbeizuziehen. Zwei Umläufe später stellte er nach einem erfolgreichen Überholmanöver gegen Boutsen wieder eine Williams-Doppelführung her.
Während die meisten Kontrahenten um den Sieg ungefähr zur Mitte der Renndistanz eine Boxenstopp einlegten, blieb Senna auf der Strecke und übernahm dadurch die Führung. Er verfolgte die Strategie, ganz ohne Reifenwechsel durchzufahren, was durchaus der Schlüssel zum Sieg hätte sein können. Er verunglückte allerdings in der 43 Runde im Zuge eines Überrundungsmanövers gegen Piercarlo Ghinzani, konnte das Rennen zwar fortsetzen, lag jedoch fortan auf dem zweiten Rang hinter Piquet. Er versuchte während der verbleibenden sieben Runden, auf seinen Landsmann aufzuschließen und diesen wieder von der Spitze zu verdrängen. Dies ließen jedoch die zwischenzeitlich zu stark abgenutzten Reifen nicht mehr zu. Mansell erreichte das Ziel als Dritter vor Berger und Boutsen. Stefan Johansson erhielt als Sechster den letzten WM-Punkt des Tages.

## Meldeliste
| Team                           | Nr. | Fahrer             | Chassis        | Motor                         | Reifen |
| ------------------------------ | --- | ------------------ | -------------- | ----------------------------- | ------ |
| Marlboro McLaren International | 01  | Alain Prost        | McLaren MP4/3  | TAG/Porsche TTE PO1 1.5 V6t   | G      |
| Marlboro McLaren International | 02  | Stefan Johansson   | McLaren MP4/3  | TAG/Porsche TTE PO1 1.5 V6t   | G      |
| Data General Team Tyrrell      | 03  | Jonathan Palmer    | Tyrrell DG016  | Ford Cosworth DFZ 3.5 V8      | G      |
| Data General Team Tyrrell      | 04  | Philippe Streiff   | Tyrrell DG016  | Ford Cosworth DFZ 3.5 V8      | G      |
| Canon Williams Honda Team      | 05  | Nigel Mansell      | Williams FW11B | Honda RA167E 1.5 V6t          | G      |
| Canon Williams Honda Team      | 06  | Nelson Piquet      | Williams FW11B | Honda RA167E 1.5 V6t          | G      |
| Motor Racing Developments      | 07  | Riccardo Patrese   | Brabham BT56   | BMW M12/13 1.5 L4t            | G      |
| Motor Racing Developments      | 08  | Andrea de Cesaris  | Brabham BT56   | BMW M12/13 1.5 L4t            | G      |
| West Zakspeed Racing           | 09  | Martin Brundle     | Zakspeed 871   | Zakspeed 1500/4 1.5 L4t       | G      |
| West Zakspeed Racing           | 10  | Christian Danner   | Zakspeed 871   | Zakspeed 1500/4 1.5 L4t       | G      |
| Camel Team Lotus Honda         | 11  | Satoru Nakajima    | Lotus 99T      | Honda RA166E 1.5 V6t          | G      |
| Camel Team Lotus Honda         | 12  | Ayrton Senna       | Lotus 99T      | Honda RA166E 1.5 V6t          | G      |
| Team El Charro AGS             | 14  | Pascal Fabre       | AGS JH22       | Ford Cosworth DFZ 3.5 V8      | G      |
| Leyton House March Racing Team | 16  | Ivan Capelli       | March 871      | Ford Cosworth DFZ 3.5 V8      | G      |
| USF&G Arrows Megatron          | 17  | Derek Warwick      | Arrows A10     | Megatron M12/13 1.5 L4t       | G      |
| USF&G Arrows Megatron          | 18  | Eddie Cheever      | Arrows A10     | Megatron M12/13 1.5 L4t       | G      |
| Benetton Formula Ltd           | 19  | Teo Fabi           | Benetton B187  | Ford Cosworth GBA 1.5 V6 t    | G      |
| Benetton Formula Ltd           | 20  | Thierry Boutsen    | Benetton B187  | Ford Cosworth GBA 1.5 V6 t    | G      |
| Osella Squadra Corse           | 21  | Alex Caffi         | Osella FA1I    | Alfa Romeo 890T 1.5 V8t       | G      |
| Osella Squadra Corse           | 22  | Franco Forini      | Osella FA1I    | Alfa Romeo 890T 1.5 V8t       | G      |
| Minardi F1 Team                | 23  | Adrián Campos      | Minardi M187   | Motori Moderni 615-90 1.5 V6t | G      |
| Minardi F1 Team                | 24  | Alessandro Nannini | Minardi M187   | Motori Moderni 615-90 1.5 V6t | G      |
| Ligier Loto                    | 25  | René Arnoux        | Ligier JS29C   | Megatron M12/13 1.5 L4t       | G      |
| Ligier Loto                    | 26  | Piercarlo Ghinzani | Ligier JS29C   | Megatron M12/13 1.5 L4t       | G      |
| Scuderia Ferrari SpA SEFAC     | 27  | Michele Alboreto   | Ferrari F1/87  | Ferrari 033D 1.5 V6t          | G      |
| Scuderia Ferrari SpA SEFAC     | 28  | Gerhard Berger     | Ferrari F1/87  | Ferrari 033D 1.5 V6t          | G      |
| Larrousse Calmels              | 30  | Philippe Alliot    | Lola LC87      | Ford Cosworth DFZ 3.5 V8      | G      |
| Enzo Coloni Racing Car System  | 32  | Nicola Larini      | Coloni FC187   | Ford Cosworth DFZ 3.5 V8      | G      |

## Klassifikationen

### Qualifying
| Pos. | Fahrer             | Konstrukteur           | 1. Qualifikationstraining | 1. Qualifikationstraining | 2. Qualifikationstraining | 2. Qualifikationstraining | Start |
| Pos. | Fahrer             | Konstrukteur           | Zeit                      | Ø-Geschwindigkeit         | Zeit                      | Ø-Geschwindigkeit         | Start |
| ---- | ------------------ | ---------------------- | ------------------------- | ------------------------- | ------------------------- | ------------------------- | ----- |
| 01   | Nelson Piquet      | Williams-Honda         | 1:24,617                  | 246,759 km/h              | 1:23,460                  | 250,180 km/h              | 01    |
| 02   | Nigel Mansell      | Williams-Honda         | 1:24,350                  | 247,540 km/h              | 1:23,559                  | 249,883 km/h              | 02    |
| 03   | Gerhard Berger     | Ferrari                | 1:25,211                  | 245,039 km/h              | 1:23,933                  | 248,770 km/h              | 03    |
| 04   | Ayrton Senna       | Lotus-Honda            | 1:25,535                  | 244,111 km/h              | 1:24,907                  | 245,916 km/h              | 04    |
| 05   | Alain Prost        | McLaren-TAG-Porsche    | 1:25,340                  | 244,668 km/h              | 1:24,949                  | 245,795 km/h              | 05    |
| 06   | Thierry Boutsen    | Benetton-Ford          | 1:25,250                  | 244,927 km/h              | 1:25,004                  | 245,635 km/h              | 06    |
| 07   | Teo Fabi           | Benetton-Ford          | 1:26,894                  | 240,293 km/h              | 1:25,020                  | 245,589 km/h              | 07    |
| 08   | Michele Alboreto   | Ferrari                | 1:25,290                  | 244,812 km/h              | 1:25,247                  | 244,935 km/h              | 08    |
| 09   | Riccardo Patrese   | Brabham-BMW            | 1:26,453                  | 241,519 km/h              | 1:25,525                  | 244,139 km/h              | 09    |
| 10   | Andrea de Cesaris  | Brabham-BMW            | 1:40,285                  | 208,207 km/h              | 1:26,802                  | 240,547 km/h              | 10    |
| 11   | Stefan Johansson   | McLaren-TAG-Porsche    | 1:27,420                  | 238,847 km/h              | 1:27,031                  | 239,915 km/h              | 11    |
| 12   | Derek Warwick      | Arrows-Megatron        | 1:27,543                  | 238,511 km/h              | 1:28,083                  | 237,049 km/h              | 12    |
| 13   | Eddie Cheever      | Arrows-Megatron        | 1:29,273                  | 233,889 km/h              | 1:28,022                  | 237,213 km/h              | 13    |
| 14   | Satoru Nakajima    | Lotus-Honda            | 1:28,463                  | 236,031 km/h              | 1:28,160                  | 236,842 km/h              | 14    |
| 15   | René Arnoux        | Ligier-Megatron        | 1:28,946                  | 234,749 km/h              | keine Zeit                | –                         | 15    |
| 16   | Christian Danner   | Zakspeed               | 1:30,389                  | 231,002 km/h              | 1:29,465                  | 233,387 km/h              | 16    |
| 17   | Martin Brundle     | Zakspeed               | 1:30,144                  | 231,629 km/h              | 1:29,725                  | 232,711 km/h              | 17    |
| 18   | Alessandro Nannini | Minardi-Motori Moderni | 1:29,738                  | 232,677 km/h              | 1:31,069                  | 229,277 km/h              | 18    |
| 19   | Piercarlo Ghinzani | Ligier-Megatron        | 1:29,898                  | 232,263 km/h              | keine Zeit                | –                         | 19    |
| 20   | Adrián Campos      | Minardi-Motori Moderni | 1:31,094                  | 229,214 km/h              | 1:30,782                  | 230,002 km/h              | 20    |
| 21   | Alex Caffi         | Osella-Alfa Romeo      | 1:32,768                  | 225,078 km/h              | 1:31,029                  | 229,377 km/h              | 21    |
| 22   | Jonathan Palmer    | Tyrrell-Ford           | 1:34,218                  | 221,614 km/h              | 1:33,028                  | 224,449 km/h              | 22    |
| 23   | Philippe Alliot    | Lola-Ford              | 1:34,748                  | 220,374 km/h              | 1:33,170                  | 224,106 km/h              | 23    |
| 24   | Philippe Streiff   | Tyrrell-Ford           | 1:34,760                  | 220,346 km/h              | 1:33,264                  | 223,881 km/h              | 24    |
| 25   | Ivan Capelli       | March-Ford             | 1:34,205                  | 221,644 km/h              | 1:33,311                  | 223,768 km/h              | 25    |
| 26   | Franco Forini      | Osella-Alfa Romeo      | 1:34,467                  | 221,030 km/h              | 1:33,816                  | 222,563 km/h              | 26    |
| DNQ  | Nicola Larini      | Coloni-Ford            | 1:38,460                  | 212,066 km/h              | 1:35,721                  | 218,134 km/h              | –     |
| DNQ  | Pascal Fabre       | AGS-Ford               | 1:39,393                  | 210,075 km/h              | 1:36,679                  | 215,972 km/h              | –     |

### Rennen
| Pos. | Fahrer             | Konstrukteur           | Runden | Stopps | Zeit        | Start | Schnellste Runde |
| ---- | ------------------ | ---------------------- | ------ | ------ | ----------- | ----- | ---------------- |
| 01   | Nelson Piquet      | Williams-Honda         | 50     | 1      | 1:14:47,707 | 01    | 1:26,858         |
| 02   | Ayrton Senna       | Lotus-Honda            | 50     | 0      | + 1,806     | 04    | 1:26,796         |
| 03   | Nigel Mansell      | Williams-Honda         | 50     | 1      | + 49,036    | 02    | 1:27,496         |
| 04   | Gerhard Berger     | Ferrari                | 50     | 1      | + 57,979    | 03    | 1:28,519         |
| 05   | Thierry Boutsen    | Benetton-Ford          | 50     | 1      | + 1:21,319  | 06    | 1:28,725         |
| 06   | Stefan Johansson   | McLaren-TAG-Porsche    | 50     | 0      | + 1:28,787  | 11    | 1:28,468         |
| 07   | Teo Fabi           | Benetton-Ford          | 49     | 0      | + 1 Runde   | 07    | 1:28,723         |
| 08   | Piercarlo Ghinzani | Ligier-Megatron        | 48     | 0      | + 2 Runden  | 19    | 1:32,488         |
| 09   | Christian Danner   | Zakspeed               | 48     | 1      | + 2 Runden  | 16    | 1:31,636         |
| 10   | René Arnoux        | Ligier-Megatron        | 48     | 0      | + 2 Runden  | 15    | 1:31,335         |
| 11   | Satoru Nakajima    | Lotus-Honda            | 47     | 0      | + 3 Runden  | 14    | 1:31,849         |
| 12   | Philippe Streiff   | Tyrrell-Ford           | 47     | 0      | + 3 Runden  | 24    | 1:34,722         |
| 13   | Ivan Capelli       | March-Ford             | 47     | 0      | + 3 Runden  | 25    | 1:35,266         |
| 14   | Jonathan Palmer    | Tyrrell-Ford           | 47     | 0      | + 3 Runden  | 22    | 1:35,154         |
| 15   | Alain Prost        | McLaren-TAG-Porsche    | 46     | 1      | + 4 Runden  | 05    | 1:26,882         |
| 16   | Alessandro Nannini | Minardi-Motori Moderni | 45     | 0      | DNF         | 18    | 1:32,588         |
| –    | Martin Brundle     | Zakspeed               | 43     | 0      | DNF         | 17    | 1:32,663         |
| –    | Philippe Alliot    | Lola-Ford              | 37     | 0      | DNF         | 23    | 1:34,912         |
| –    | Adrián Campos      | Minardi-Motori Moderni | 34     | 0      | DNF         | 20    | 1:33,629         |
| –    | Eddie Cheever      | Arrows-Megatron        | 27     | 0      | DNF         | 13    | 1:32,820         |
| –    | Franco Forini      | Osella-Alfa Romeo      | 27     | 0      | DNF         | 26    | 1:37,964         |
| –    | Alex Caffi         | Osella-Alfa Romeo      | 16     | 0      | DNF         | 21    | 1:34,187         |
| –    | Michele Alboreto   | Ferrari                | 13     | 0      | DNF         | 08    | 1:30,124         |
| –    | Derek Warwick      | Arrows-Megatron        | 9      | 0      | DNF         | 12    | 1:33,180         |
| –    | Andrea de Cesaris  | Brabham-BMW            | 7      | 0      | DNF         | 10    | 1:31,279         |
| –    | Riccardo Patrese   | Brabham-BMW            | 5      | 0      | DNF         | 09    | 1:31,497         |

## WM-Stände nach dem Rennen
Die ersten sechs des Rennens bekamen 9, 6, 4, 3, 2 bzw. 1 Punkt(e).  In der Fahrerwertung wurden die besten elf Resultate, in der Konstrukteurswertung alle Resultate gewertet.

### Fahrerwertung
| Pos. | Fahrer            | Konstrukteur        | Punkte |
| ---- | ----------------- | ------------------- | ------ |
| 01   | Nelson Piquet     | Williams-Honda      | 63     |
| 02   | Ayrton Senna      | Lotus-Honda         | 49     |
| 03   | Nigel Mansell     | Williams-Honda      | 43     |
| 04   | Alain Prost       | McLaren-TAG-Porsche | 31     |
| 05   | Stefan Johansson  | McLaren-TAG-Porsche | 20     |
| 06   | Gerhard Berger    | Ferrari             | 12     |
| 07   | Thierry Boutsen   | Benetton-Ford       | 10     |
| 08   | Michele Alboreto  | Ferrari             | 8      |
| 09   | Teo Fabi          | Benetton-Ford       | 7      |
| 10   | Satoru Nakajima   | Lotus-Honda         | 6      |
| 11   | Eddie Cheever     | Arrows-Megatron     | 4      |
| 12   | Andrea de Cesaris | Brabham-BMW         | 4      |
| 13   | Jonathan Palmer   | Tyrrell-Ford        | 4      |
| 14   | Philippe Streiff  | Tyrrell-Ford        | 4      |

| Pos. | Fahrer             | Konstrukteur           | Punkte |
| ---- | ------------------ | ---------------------- | ------ |
| 15   | Derek Warwick      | Arrows-Megatron        | 3      |
| 16   | Riccardo Patrese   | Brabham-BMW            | 2      |
| 17   | Martin Brundle     | Zakspeed               | 2      |
| 18   | René Arnoux        | Ligier-Megatron        | 1      |
| 19   | Philippe Alliot    | Lola-Ford              | 1      |
| 20   | Ivan Capelli       | March-Ford             | 1      |
| 21   | Christian Danner   | Zakspeed               | 0      |
| 22   | Piercarlo Ghinzani | Ligier-Megatron        | 0      |
| 23   | Pascal Fabre       | AGS-Ford               | 0      |
| 24   | Alessandro Nannini | Minardi-Motori Moderni | 0      |
| 25   | Alex Caffi         | Osella-Alfa Romeo      | 0      |
| –    | Adrián Campos      | Minardi-Motori Moderni | 0      |
| –    | Gabriele Tarquini  | Osella-Alfa Romeo      | 0      |
| –    | Franco Forini      | Osella-Alfa Romeo      | 0      |

### Konstrukteurswertung
| Pos. | Konstrukteur        | Punkte |
| ---- | ------------------- | ------ |
| 01   | Williams-Honda      | 106    |
| 02   | Lotus-Honda         | 55     |
| 03   | McLaren-TAG-Porsche | 51     |
| 04   | Ferrari             | 20     |
| 05   | Benetton-Ford       | 17     |
| 06   | Tyrrell-Ford        | 8      |
| 07   | Arrows-Megatron     | 7      |
| 08   | Brabham-BMW         | 6      |

| Pos. | Konstrukteur           | Punkte |
| ---- | ---------------------- | ------ |
| 09   | Zakspeed               | 2      |
| 10   | Ligier-Megatron        | 1      |
| 11   | Lola-Ford              | 1      |
| 12   | March-Ford             | 1      |
| 13   | AGS-Ford               | 0      |
| 14   | Minardi-Motori Moderni | 0      |
| 15   | Osella-Alfa Romeo      | 0      |